# Aeroportul Municipal Ozona
Aeroportul Municipal Ozona (IATA: OZA, ICAO: KOZA, FAA LID: OZA) este un aeroport din Texas, Statele Unite ale Americii. Aeroportul a fost tranzitat în 2019 de 20 de pasageri.
Situat la o altitudine de 724,47912 m, aeroportul dispune de 1 pistă.

## Infrastructură

### Piste
Aeroportul dispune de o singură pistă. Pista 16/34 are suprafața de asfalt și dimensiunile 6.003 picioare × 75 picioare. 